# Erotic Flash
Erotic Flash è un film erotico italiano del 1981 diretto da Roberto Bianchi Montero. Nel cast, oltre alla nota attrice Adriana Giuffrè, sono presenti Marina Lotar e Moana Pozzi, che di lì a poco divennero note attrici pornografiche.

## Trama
Una villa di una famiglia ricca ospita Luigi, un affascinante fotografo aitante e dalle idee libertine: il ragazzo vorrebbe mettere in scena una rivisitazione erotica dell'Amleto in chiave moderna.